# Kenya Commercial Bank
Kenya Commercial Bank (KCB) es un proveedor de servicios financieros con sede en Nairobi, Kenia. A diciembre de 2010, es uno de los tres mayores bancos comerciales de Kenia con activos de más de US$2650 millones (KES: 223 000 millones), y un capital social por valor de US$486 millones (KES: 40 900 millones). Los otros dos grandes bancos comerciales de Kenia son el Barclays Bank Kenya y el Standard Chartered Bank Kenya. A diciembre de 2010, KCB Group, la compañía matriz de KCB Kenya, tenía la mayor red de sucursales en Kenia (168 sucursales) de todos los 44 bancos comerciales con licencia en el país.
Las acciones de Kenya Commercial Bank Group (KCB Group), la compañía matriz de Kenya Commercial Bank, son listadas en la bolsa de Nairobi (Nairobi Stock Exchange - NSE), con el símbolo (KCB). Las acciones del Grupo también son listadas en la bolsa de Uganda (Uganda Securities Exchange - USE).

## Kenya Commercial Bank Group
Kenya Commercial Bank es miembro del grupo de empresas KCB Group. Esto incluye:

- Kenya Commercial Bank - Nairobi, Kenia
- KCB Rwanda - Kigali, Ruanda
- KCB Sudan - Juba, Sudán del Sur
- KCB Tanzania - Dar es Salaam, Tanzania
- KCB Uganda - Kampala, Uganda
- KCB Foundation Limited - Nairobi, Kenia
- KCB Sports Sponsorship Limited - Nairobi, Kenia
- Savings & Loan Kenya Limited - Nairobi, Kenia

A diciembre de 2010, KCB Group era el mayor grupo de servicios financieros en África Oriental, con un valor de los activos base de más de US$300 millones (KES: 251 000 millones). En ese momento, KCB Group tenía la mayor red de puntos de venta bancarios con cerca de 220 sucursales en Kenia, Ruanda, Sudán del Sur, Tanzania y Uganda.

## Historia
La historia de Kenya Commercial Bank (KCB) retrocede hasta 1896 cuando su predecesor, el Banco Nacional de la India abrió un punto de venta en Mombasa. Ocho años más tarde, en 1904, el banco extendió sus operaciones a Nairobi, que se había convertido en la sede de la línea de ferrocarriles en construcción a Uganda.
El siguiente gran cambio en la historia del banco se produjo en 1958. Grindlays Bank se fusionó con el Banco Nacional de la India para formar el National and Grindlays Bank. Tras la independencia de Kenia en 1963, el gobierno de Kenia adquirió el 60% de las acciones en el National & Grindlays Bank en un esfuerzo de llevar los servicios bancarios a la mayoría de los kenianos. En 1970, el gobierno de Kenia adquirió el 100% de las acciones del banco para hacerse con el control del mayor banco comercial en Kenia. National and Grindlays Bank fue renombrado como Kenya Commercial Bank. El gobierno ha reducido a lo largo de los años su participación en el KCE hasta el 23 %, a diciembre de 2008. En los derechos de voto, que concluían a agosto de 2010, el gobierno keniano redujo su peso al 17,74 %.
En 1972, Savings & Loan (Kenya) Limited fue adquirida para especializarse en financiación de hipotecas. En 1997, otra subsidiaria, Kenya Commercial Bank (Tanzania) Limited fue registrada en Dar es Salaam, Tanzania, para proporciona servicios bancarios y promover el comercio transfronterizo. En mayo de 2006, KCB extendió sus operaciones a Sudán del Sur obteniendo una licencia del Banco del Sudán del Sur. En noviembre de 2007, se abrió la primera sucursal de KCB Uganda Limiteden Kampala, Uganda obteniendo una licencia del Banco de Uganda. En 2008, KCB expandió sus operaciones a Ruanda, donde abrió su primera sucursal en Kigali en diciembre de 2008. Se espera abrir una subsidiaria en Burundi pronto.

## Kenya Commercial Bank Plaza
En diciembre de 2010, se inició la construcción de un nuevo edificio para albergar la sede central del banco en el distrito de Upper Hill en Nairobi. La construcción se espera que se prolongue durante dos años, se espera que se inicie una ocupación anticipada en enero de 2013. El nuevo Kenya Commercial Bank Plaza (KCB Plaza), consistirá en un edificio de 21 plantas, comprendiendo un espacio para oficinas de 15 950 m², y espacio suficiente para el aparcamiento de cuatrocientos cincuenta vehículos. Los propietarios del banco son el Fondo de Pensiones de los Empleados del Kenya Commercial Bank que proporcionan los US$26 millones (KES: 2100 millones) para la construcción.

## Accionistas
En agosto de 2010, el gobierno de Kenia posee el 17,74 % del Kenya Commercial Bank. El restante 82,26 % es propiedad de inversores individuales e institucionales.

## Red de oficinas bancarias
KCB tiene más de 150 sucursales a lo largo de todo Kenia, haciendo esta la mayor red bancaria en la región. Tiene la mayor red de cajeros automáticos propios en Kenia. Desde 2004 todos los cajeros automáticos de las sucursales en Kenia han sido renombrados con otra imagen corporativa. KCB se ha asociado con Pesa Point para aumentar el número de cajeros automáticos donde los clientes pueden acceder a los fondos.

## Dirección y administración
El presidente del Consejo de administración del banco es Peter Muthoka y el director ejecutivo (CEO) es Martin Oduor-Otieno.

## Deportes
KCB es propietario de un club deportivo, que tiene equipos en las ligas de Kenia de fútbol, rugby, voleibol y baloncesto. Desde 2003 Kenya Commercial Bank ha estado patrocinando el Rally Safari —el campeonato de rally de África Oriental (que consiste en el Kobil Rally en Tanzania, Perla de África en Uganda y el Safari Rally en Kenia)— y el Campeonato Nacional de Rally de Kenia, que consiste en ocho pruebas a lo largo del año.